# Scott Moir
Scott Patrick Moir (London (Ontario), 2 september 1987) is een Canadees voormalig kunstschaatser. Moir en zijn partner Tessa Virtue werden in 2010 en in 2018 olympisch kampioen ijsdansen. Ze werden tevens drievoudig wereldkampioen en achtvoudig Canadees kampioen. Bij hun deelname aan de Olympische Winterspelen 2014 in Sotsji won het paar twee keer zilver: bij het ijsdansen en met het Canadese team.

## Biografie

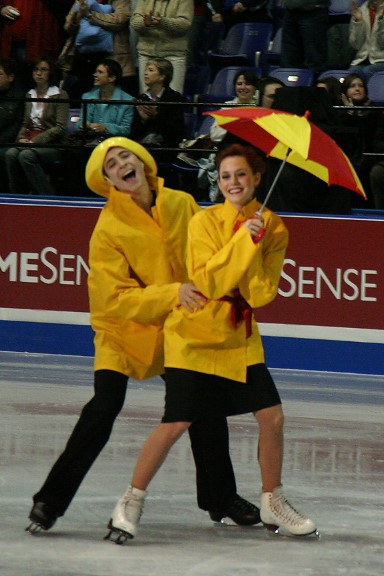
Scott Moir en Tessa Virtue (2006)

Moir komt uit een schaatsfamilie: zijn vader doet aan ijshockey en zijn moeder is een kunstschaatscoach. Zijn broer Danny en nichtjes Sheri en Cara Moir waren eveneens actief als kunstschaatser. Dat Scott Moir ook ging kunstschaatsen, was dan ook weinig verrassend. In 1997 werd hij door zijn tante, die hen destijds coachte, gekoppeld aan zijn schaatspartner Tessa Virtue.
Als junioren namen de kunstrijders driemaal deel aan de WK junioren; in 2006 wonnen Virtue en Moir die kampioenschappen. Het jaar ervoor veroverde het duo nog de zilveren medaille. De Canadese kunstschaatsers, tussen 2008 en 2014 zesmaal nationaal kampioen, namen tot 2014 zeven keer deel aan zowel de wereldkampioenschappen kunstschaatsen als de viercontinentenkampioenschappen. Ze wonnen de kampioenschappen elk tweemaal (WK 2010 en 2012 en het 4CK 2008 en 2012) en legden daarnaast beslag op vijf zilveren en drie bronzen medailles bij die internationale kunstschaatswedstrijden.
Ze misten het grootste deel van het seizoen 2010/11, nadat Virtue een operatie aan haar scheenbenen onderging vanwege het compartimentsyndroom. In 2008 werd ze daar ook al aan geopereerd. Virtue en Moir namen deel aan drie edities van de Olympische Winterspelen: Vancouver 2010, Sotsji 2014 en Pyeongchang 2018. Bij de Spelen in hun thuisland werden ze olympisch kampioen; vier jaar daarna wonnen ze zilver bij het ijsdansen en bij de landenwedstrijd. Na de Spelen in Sotsji beëindigden ze tijdelijk hun carrière. Ze keerden terug en werden ook in 2018 olympisch kampioen.
In februari 2016 kondigden de twee aan dat ze in het seizoen 2016/17 terug zouden keren in de internationale kunstschaatscompetitie. In hun comeback-seizoen wonnen ze elke competitie waaraan ze deelnamen. Virtue en Moir veroverden in 2017 hun derde titels bij de 4CK en de WK. In 2018 wonnen ze weer goud op de OS van Korea. Sinds de OS van Korea zijn ze de meest gemedailleerde kunstschaatsers in olympische geschiedenis. In 2019 beëindigden ze hun sportieve carrière.
Moir is verloofd en was van plan om in juli 2020 te trouwen, maar door de coronapandemie is het huwelijk uitgesteld. Moir werd begin 2021 vader van een dochter. Op 24 juni 2022 trouwde het stel alsnog.

## Persoonlijke records
Virtue/Moir
| records             | punten | datum      | toernooi |
| ------------------- | ------ | ---------- | -------- |
| Hoogste totaalscore | 209,82 | 13-01-2018 | NK       |
| Hoogste korte kür   | 085,12 | 12-01-2018 | NK       |
| Hoogste vrije kür   | 124,70 | 13-01-2018 | NK       |

## Belangrijke resultaten
| Kampioenschap                | 02/03 | 03/04 | 04/05  | 05/06 | 06/07         | 07/08         | 08/09         | 09/10         | 10/11         | 11/12         | 12/13         | 13/14         |               | 16/17         | 17/18         |
| ---------------------------- | ----- | ----- | ------ | ----- | ------------- | ------------- | ------------- | ------------- | ------------- | ------------- | ------------- | ------------- | ------------- | ------------- | ------------- |
| Olympische Spelen            |       |       |        |       |               |               |               | Goud          |               |               |               | · (team)      |               |               | · (team)      |
| Wereldkampioenschap          |       |       |        |       | 6e            | Zilver        | Brons         | Goud          | Zilver        | Goud          | Zilver        |               |               | Goud          |               |
| Viercontinentenkampioenschap |       |       |        | Brons | Brons         | Goud          | Zilver        |               | t.z.t.        | Goud          | Zilver        |               |               | Goud          |               |
| Grand Prix-finale            |       |       |        |       |               | 4e            |               | Zilver        |               | Zilver        | Zilver        | Zilver        |               | Goud          | Zilver        |
| Nationaal kampioenschap      |       |       | 4e     | Brons | Zilver        | Goud          | Goud          | Goud          | t.z.t.        | Goud          | Goud          | Goud          |               | Goud          | Goud          |
| WK junioren                  |       | 11e   | Zilver | Goud  | geen deelname | geen deelname | geen deelname | geen deelname | geen deelname | geen deelname | geen deelname | geen deelname | geen deelname | geen deelname | geen deelname |
| Junior Grand Prix-finale     |       |       | Zilver | Goud  | geen deelname | geen deelname | geen deelname | geen deelname | geen deelname | geen deelname | geen deelname | geen deelname | geen deelname | geen deelname | geen deelname |
| NK junioren                  | 7e    | Goud  |        |       | geen deelname | geen deelname | geen deelname | geen deelname | geen deelname | geen deelname | geen deelname | geen deelname | geen deelname | geen deelname | geen deelname |

1976: Ljoedmila Pachomova / Aleksandr Gorsjkov ·
1980: Natalja Linitsjoek / Gennadi Karponossov ·
1984: Jayne Torvill / Christopher Dean ·
1988: Natalja Bestemjanova / Andrej Boekin ·
1992: Marina Klimova / Sergej Ponomarenko ·
1994: Oksana Grisjtsjoek / Jevgeni Platov ·
1998: Oksana Grisjtsjoek / Jevgeni Platov ·
2002: Marina Anissina / Gwendal Peizerat ·
2006: Tatjana Navka / Roman Kostomarov ·
2010: Tessa Virtue / Scott Moir ·
2014: Meryl Davis / Charlie White ·
2018: Tessa Virtue / Scott Moir ·
2022: Gabriella Papadakis / Guillaume Cizeron
2014: Pljoesjtsjenko, Lipnitskaja, Volosozjar/Trankov, Stolbova/Klimov, Bobrova/Solovjov, Ilinych/Katsalapov ·
2018: Chan, Osmond, Daleman, Duhamel/Radford, Virtue/Moir ·
2022: Chen, Zhou, Chen, Knierim/Frazier, Hubbell/Donohue, Chock/Bates
- International Standard Name Identifier: 0000 0001 0488 6644
- Library of Congress Control Number: no2014141412
- Virtual International Authority File: 157066589
- WorldCat: E39PBJrRd8KD8XmY8pJbDF8Hmd